# Graindelavoix
Graindelavoix is een Belgisch vocaal muziekensemble onder leiding van Björn Schmelzer. Het in Antwerpen gevestigde ensemble werd opgericht in 1999 en heeft zich gespecialiseerd in Oude Muziek.
Het gezelschap kent zijn eigen interpretatie van de uitgevoerde muziek, en maakt veelvuldig gebruik van mediterrane zangtradities.
In 2006 nam Graindelavoix met de Missa Caput van Johannes Ockeghem zijn eerste CD op. Nadien volgde bijna jaarlijks een nieuwe opname.
- Bibliothèque nationale de France: cb15770304q (data)
- CiNii: DA19424421
- International Standard Name Identifier: 0000 0001 2348 0498
- Library of Congress Control Number: no2006081155
- MusicBrainz: 3bddaa3d-ffcd-491a-a04e-1651a3163392
- Système universitaire de documentation: 158056884
- Virtual International Authority File: 146948861